# BMW serii 8 (2018)
BMW serii 8 – samochód sportowy klasy wyższej produkowany pod niemiecką marką BMW w latach 2018–2026.

## Historia i opis modelu

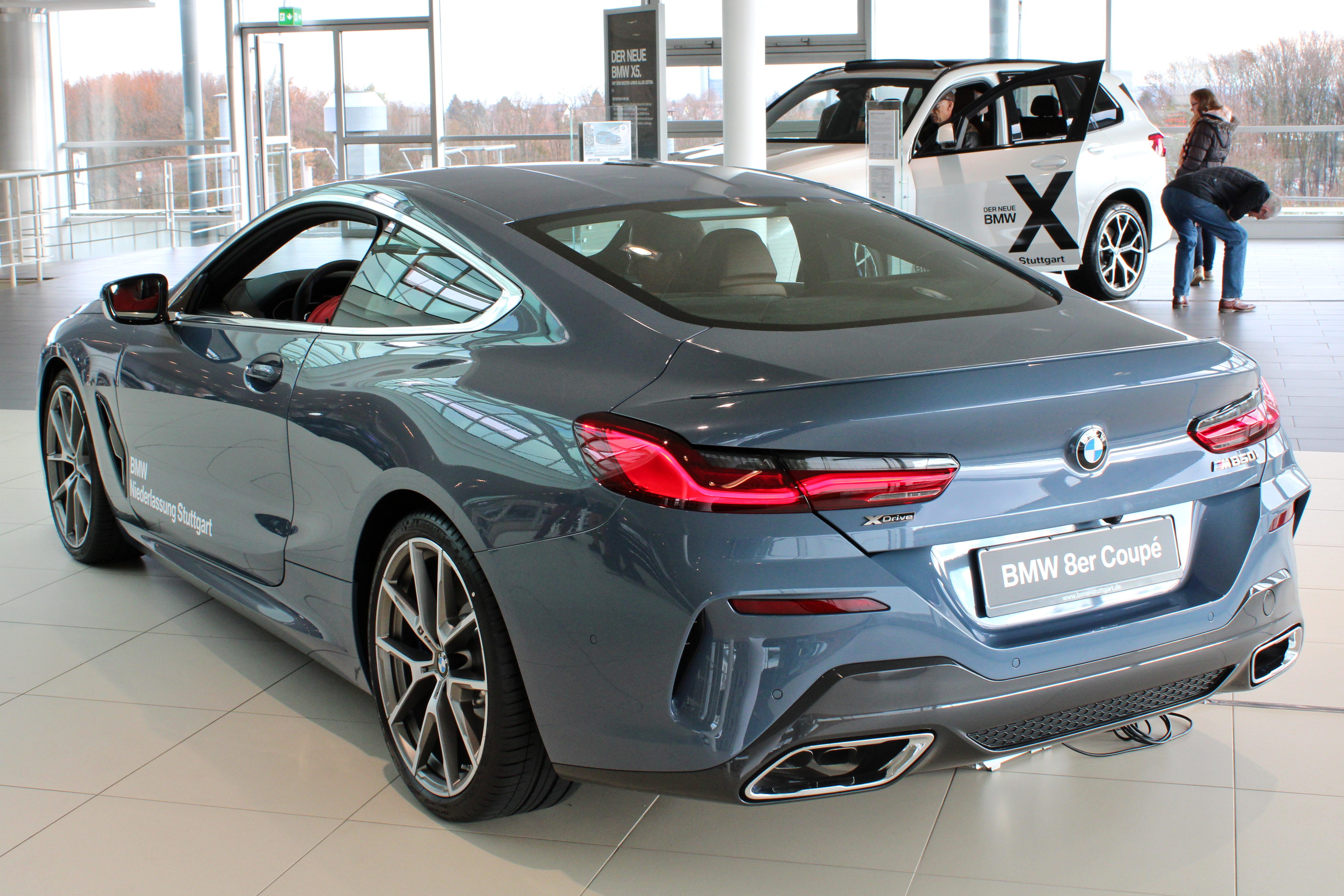
BMW serii 8 Coupe (G15) - tył

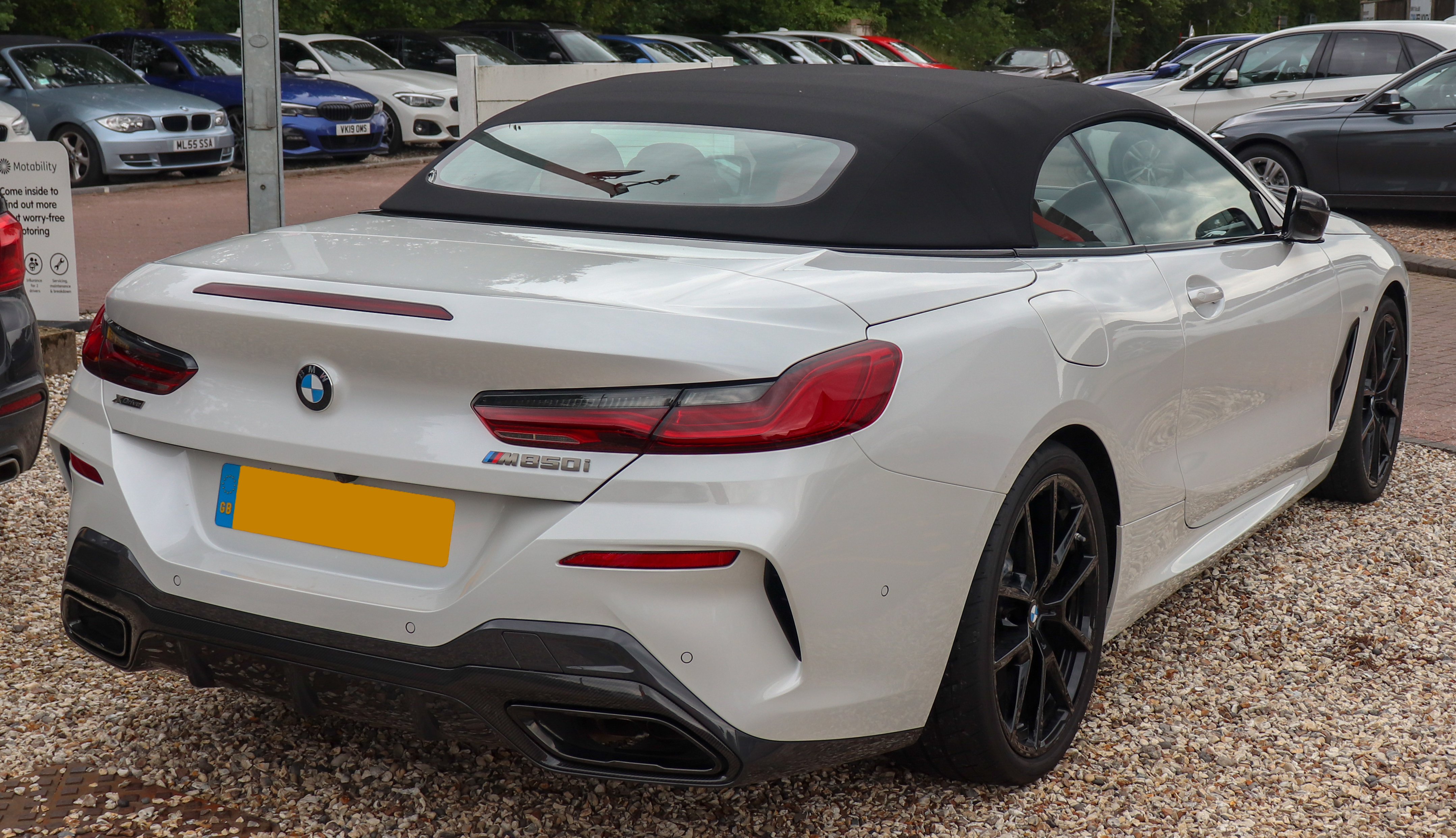
BMW serii 8 Cabriolet (G14)

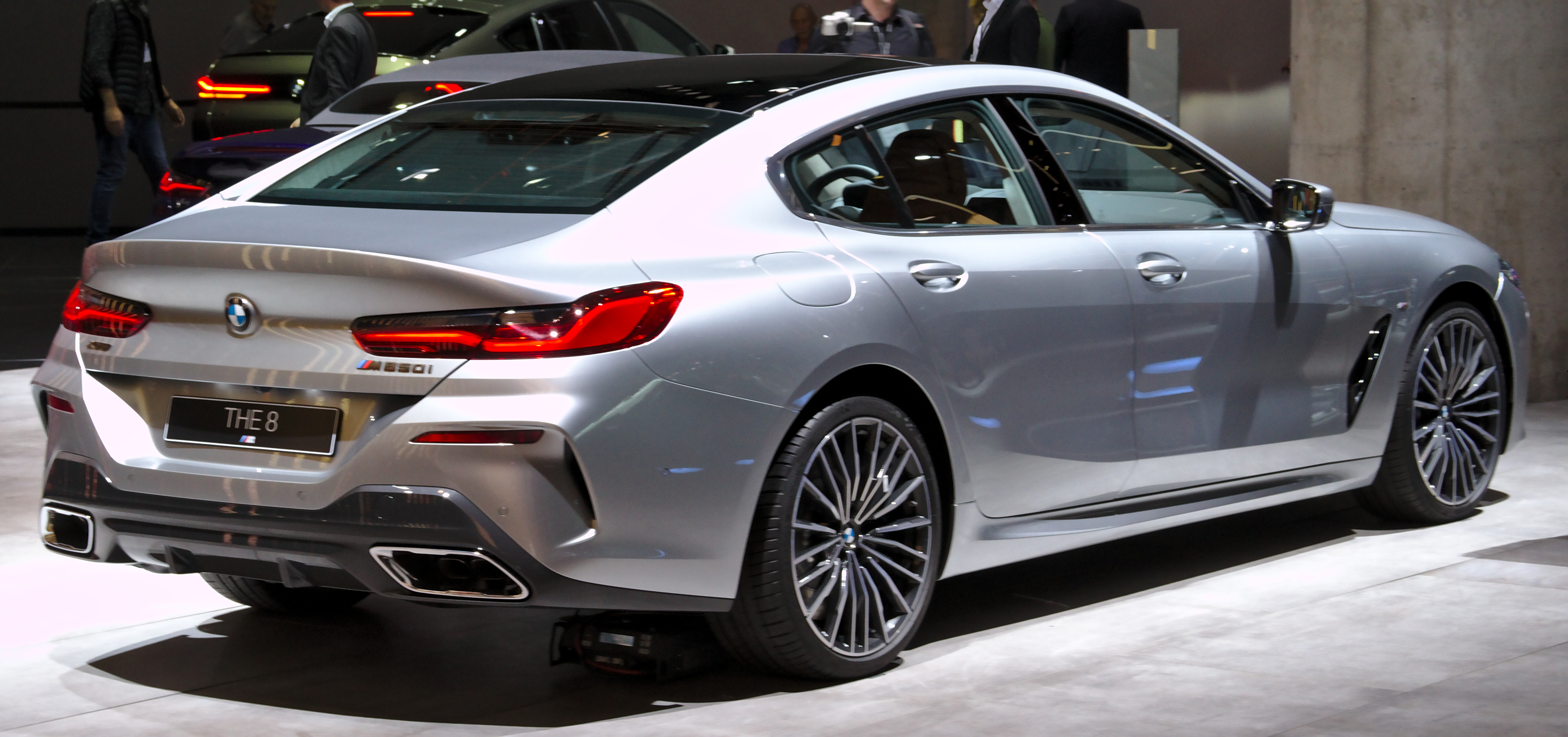
BMW serii 8 Gran Coupe (G16) - tył

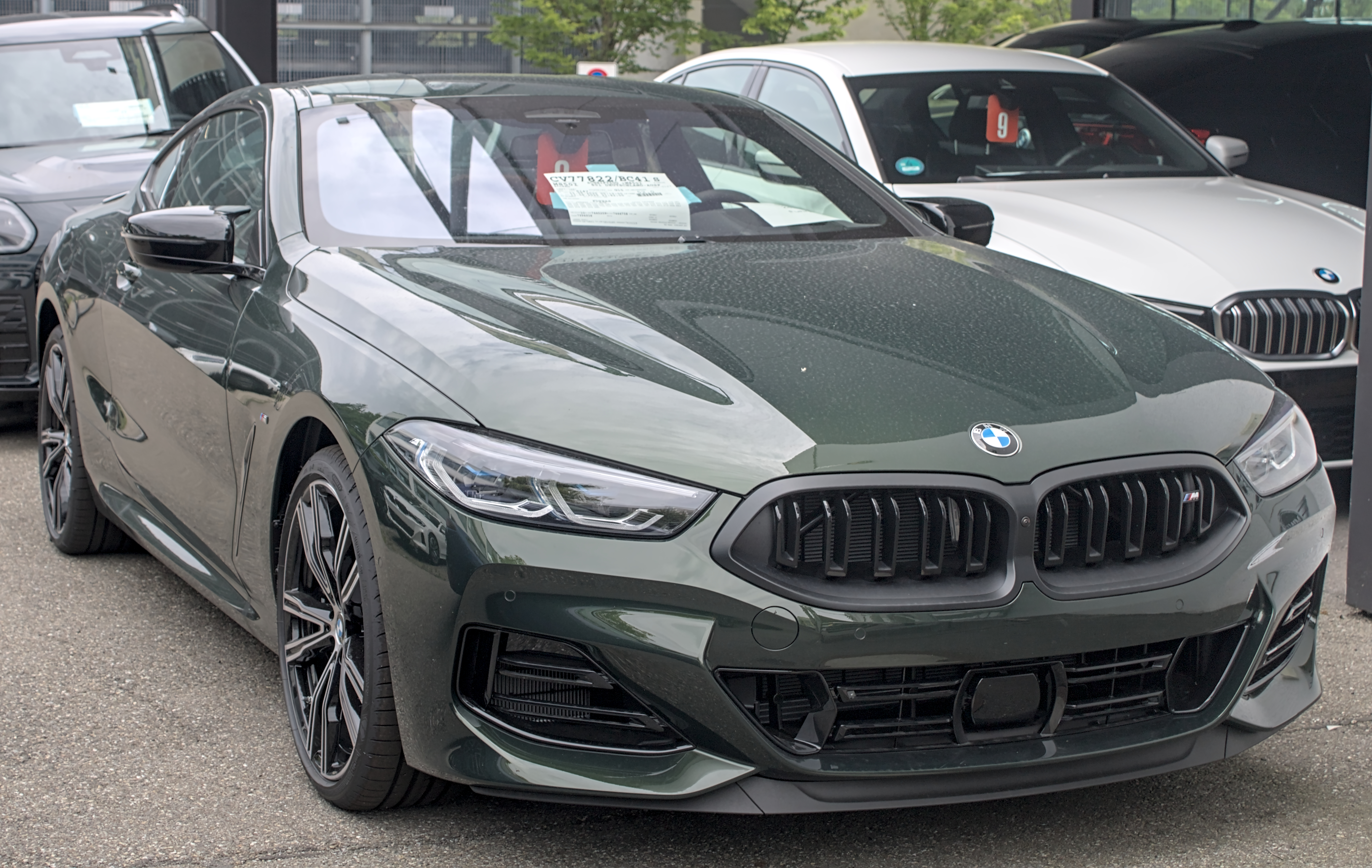
BMW serii 8 Coupe (G15) po liftingu

BMW, po raz drugi w historii, zdecydowało się zastąpić model serii 6 serią 8. Dotychczasowy model produkowano w latach 2003-2018, z czego druga generacja obecna była na rynku 8 lat. Pomimo większej cyfry w nazwie, samochód jest mniejszy - zwiększyła się tylko szerokość. Auto zachowało bardziej luksusowy charakter, nie tracąc jednak sportowego uosobienia.
Studyjna wersja została przedstawiona w maju 2017 roku, w dość jednoznaczny sposób zwiastując kierunek stylistyczny, w jakim będzie zmierzać seryjny model. Ten zadebiutował dokładnie rok później, zachowując charakterystyczne cechy wyglądu - duży grill (tzw. nerki), wyraziste, strzeliste reflektory oraz podłużne tylne lampy. Kokpit, zgodnie z obecnym kierunkiem stylistycznym marki, stał się masywniejszy, ale i oszczędniejszy w formie. 

### Lifting
W styczniu 2022 roku auto przeszło delikatny lifting. Zmiany stylistyczne samochodu są ledwo zauważalne. Zmieniono wygląd zderzaków i dodano podświetlane przednie nerki. Wersja po liftingu wyróżnia się także dostępnością nowych kolorów. Lakiery Skyscraper Grey, San Remo Green, Portimao Blue, BMW Individual Frozen Tanzanite Blue i Frozen Pure Grey dołączyły do oferty wraz z dwoma nowymi wzorami felg. W kabinie największą i jednocześnie jedyną nowością jest 12,3 calowy ekran systemu multimedialnego Live Cockpit Professional. 

### Silniki
Samochód w momencie wprowadzenia do sprzedaży, pod koniec 2018 roku, dostępny był w dwóch wariantach silnikowych – 840d xDrive z 3-litrowym silnikiem wysokoprężnym w technologii TwinPower Turbo o mocy 320 KM i 680 Nm oraz M850i xDrive, czyli z V8 o pojemności 4.4 litrów, generującym 530 KM i 750 Nm (przyspieszenie 0-100 km/h w 3,7 s). W 2019 roku zaprezentowane zostały dwie nowe odmiany nadwoziowe – kabriolet oraz sedan Gran Coupe, który zastąpi dotychczasowe 6 Gran Coupe.

### Seria 8 Gran Coupe
Rok później na rynek trafiła wydłużona odmiana sedan. Podobnie jak w przypadku poprzednika, pełni ona rolę sportowo-luksusowej limuzyny, celując w sportowe liftbacki i sedany konkurencyjnych marek premium.        

## Dane techniczne
|                | Rodzaj paliwa | Pojemność | Układ cylindrów | Moc             | Maks. moment obrotowy          | Przyspieszenie 0-100 km/h | Prędkość maksymalna                     | Rodzaj napędu |
| -------------- | ------------- | --------- | --------------- | --------------- | ------------------------------ | ------------------------- | --------------------------------------- | ------------- |
| 840d xDrive    | diesel        | 2993 cm3  | R6              | 340 KM (250 kW) | 700 Nm przy 1750-2250 obr./min | 4,8 s                     | 250 km/h                                | AWD           |
| 840i           | benzynowy     | 2998 cm³  | R6              | 333 KM (245 kW) | 500 Nm przy 1700-4000 obr./min | 5,2 s                     | 250 km/h                                | RWD           |
| 840i xDrive    | benzynowy     | 2998 cm³  | R6              | 333 KM (245 kW) | 500 Nm przy 1700-4000 obr./min | 4,9 s                     | 250 km/h                                | AWD           |
| M850i xDrive   | benzynowy     | 4395 cm³  | V8              | 530 KM (390 kW) | 750 Nm przy 1800-4600 obr./min | 3,9 s                     | 250 km/h                                | AWD           |
| M8             | benzynowy     | 4395 cm3  | V8              | 600 KM (441 kW) | 750 Nm przy 1800-5600 obr./min | 3,3 s                     | 250 km/h                                | AWD           |
| M8 Competition | benzynowy     | 4395 cm³  | V8              | 625 KM (460 kW) | 750 Nm przy 1800-5600 obr./min | 3,2 s                     | 250 km/h (305 km/h z pakietem M Driver) | AWD           |